# Уилям Уолъс
Сър Уилям Уолъс (на английски: William Wallace; на латински: Gulielmus Valensis) е рицар и шотландски национален герой. Води съпротивата срещу Кралство Англия по време на Войните за шотландска независимост.
Заедно с Андрю Морей Уолъс побеждава англичаните в Битката при Стърлингския мост през 1297 г. и е покровител на Шотландия до неговото поражение в Битката при Фолкърк. През 1305 Уолъс е заловен близо до Глазгоу и предаден на крал Едуард I, който го беси, мъчи и разчленява за държавна измяна.
След своята смърт Уолъс придобива героичен образ далеч извън пределите на родината си. Той е положителният герой в епоса The Acts and Deeds of Sir William Wallace, Knight of Elderslie на средновековния странстващ поет от 15 век Слепия Хари.

## Уилям Уолъс на екрана
През 1995 г. излиза филмът Смело сърце с режисьор и главен актьор Мел Гибсън. Филмът е по сценарий на Рандъл Уолъс и е заснет в Шотландия и в Ирландия. Той постига голям успех и печели Оскар за най-добър филм и Оскар за най-добър режисьор. Филмът е художествена интерпретация на живота на Уилям Уолъс.
Във филма Уилям Уолъс вдига на бунт шотландския народ, защото повече не искат да са под властта на Англия. Уилям Уолъс е уважаван от сънародниците си герой и търсен от англичаните бандит. Баща му – Малкълм Уолъс и брат му са убити от английски войници по време на битка. След смъртта на близките му, чичо му Аргайл го взима при себе си. Младият Уилям е научен на френски и латински от двамата си чичовци монаси. След години той се връща в Шотландия с мисълта да се занимава със земеделие. Влюбва се в дъщерята на един от първенците а селото, но след отказ от страна на баща ѝ и заради строгия данък „първа нощ“, те се венчаят тайно. Бракът им е разкрит от английски войници, вследствие на което съпругата на Уолъс е екзекутирана. Останал без любовта на живота си, Уолъс се отдава на желанието за отмъщение, което отприщва хорския гняв и така Уолъс става водач на бунт. След като засища жаждата си за мъст, той разбира, че хората са го последвали, виждайки в него надеждата за край на английската тирания над шотландския народ и желанието за отмъщение еволюира в борба за освобождение на Шотландия. След много битки и победи Уилям Уолъс става лидер на народа. Но след заговор на шотландските благородници и англичаните, войнът е заловен и убит в Смитфийлд, Лондон, на 23 август 1305 година. Смъртта му е голяма загуба за шотландците, но те все повече и повече се обединяват. На 25 март 1306 година граф Робърт Брус е коронован и си възкачва на шотландсия престол. Въпреки това, конфликтът между Шотландия и Англия продължава.